# Пам'ятка містобудування (Україна)
Пам'ятка містобудування — один із різновидів пам'яток культури, історично сформовані центри населених місць,  вулиці, квартали, площі, комплекси (ансамблі) із збереженою  планувальною  і  просторовою  структурою та історичною забудовою,  у тому числі поєднаною з ландшафтом, залишки давнього розпланування  та  забудови,  що  є  носіями  певних містобудівних ідей
У Державному реєстрі нерухомих пам'яток України велика кількість пам'яток містобудування одночасно є також пам'ятками архітектури, а в окремих випадках, також і пам'ятками історії. Як і інші типи пам'яток, пам'ятка містобудування може отримати статус національного або місцевого значення.

## Історія виділення пам'яток містобудування
У 1968 р. Держбуд УРСР затвердив список 300 стародавніх міст, селищ і сіл, що мають історико-архітектурну, археологічну, історичну цінності. У 1978 р. було ухвалено закон Української РСР про охорону і використання пам'яток історії та культури, де було виділено як вид пам'ятки містобудування, підкреслено необхідність встановлення меж охоронних зон, зон регулювання забудови й охоронного ландшафту. Безпосередньо в Києві згідно з рішенням Київського міськвиконкому 1979 р. були визначені й затверджені ці межі. Співробітники Київського НДІ теорії та історії архітектури і містобудування (КиївНДІТІАМ) розробили й поділили на категорії перелік населених місць із цінною історико-культурною спадщиною. У ньому було виділено чотири категорії цінності населеного пункту, де бралися до уваги ступінь збереженості та комплексності архітектурно-містобудівної й історико-культурної спадщини; історична значущість (роль) населеного пункту; категорія охорони (тоді загальнодержавного, тепер національного чи місцевого значення) розміщених на його території пам'яток, їх унікальність; наявність цінних історичних і природних ландшафтів.

## Категорії пам'яток містобудування
- До першої категорії виключно цінних увійшли населені місця, де збереглися первинні містобудівні композиції, схеми просторової організації; історичне планування, монументальні споруди як просторові й функціональні домінанти, цінна житлова забудова. Було виявлено 50 населених місць, які мають райони, що відповідають статусу заповідників і заповідних місць. Узагалі, було запропоновано 39 міст цієї категорії. Серед них особливо виділено шість: Київ, Львів, Одеса, Луцьк, Харків, Чернігів.

- До другої категорії було віднесено населені місця, де збереглись основні особливості первинної містобудівної композиції та просторової організації території, характер історичного планування, частина раніш існуючих монументальних споруд громадського призначення, окремі комплекси історичної житлової забудови. 91 населений пункт цієї категорії потребував встановлення в межах історичного центру суворого режиму регулювання, визначення заповідних територій або охоронних зон.

- Третя категорія — 323 населені місця, які мали частково збережену первинну містобудівну композицію з фрагментарним історичним плануванням і забудовою, поодинокі історичні монументальні споруди.

- До четвертої категорії було віднесено 930 населених пунктів з поодинокими пам'ятками історії та культури, окремими фрагментами історичного середовища.